# IC 525
IC 525 је лентикуларна галаксија у сазвјежђу Хидра која се налази на листи објеката дубоког неба у Индекс каталогу.
Деклинација објекта је - 1° 51' 11" а ректасцензија 9h 1m 22,5s. Привидна величина (магнитуда) објекта IC 525 износи 14,1 а фотографска магнитуда 15,0. IC 525 је још познат и под ознакама UGC 4735, MCG 0-23-19, CGCG 5-46, KARA 295, PGC 25344.